# Sentelie
Sentelie és un municipi francès situat al departament del Somme i a la regió dels Alts de França. L'any 2007 tenia 209 habitants.

## Demografia

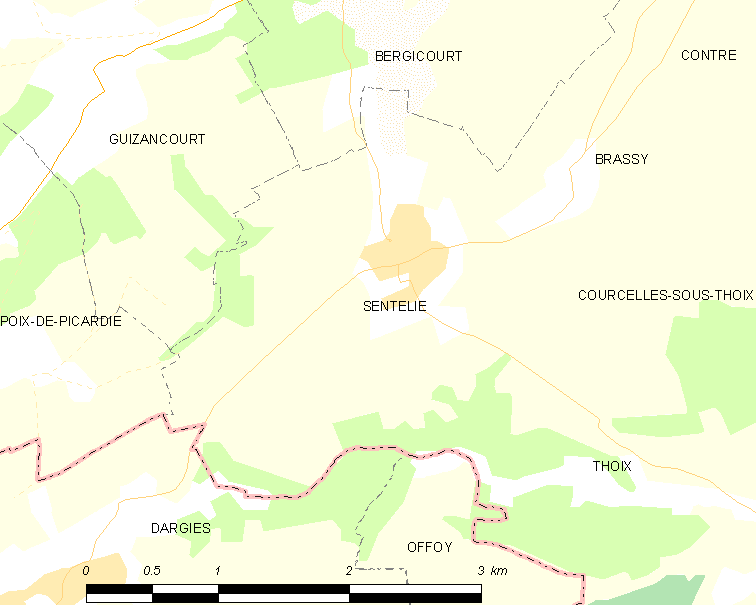
mapa del municipi

### Població
El 2007 la població de fet de Sentelie era de 209 persones. Hi havia 76 famílies de les quals 20 eren unipersonals (12 homes vivint sols i 8 dones vivint soles), 16 parelles sense fills, 36 parelles amb fills i 4 famílies monoparentals amb fills.

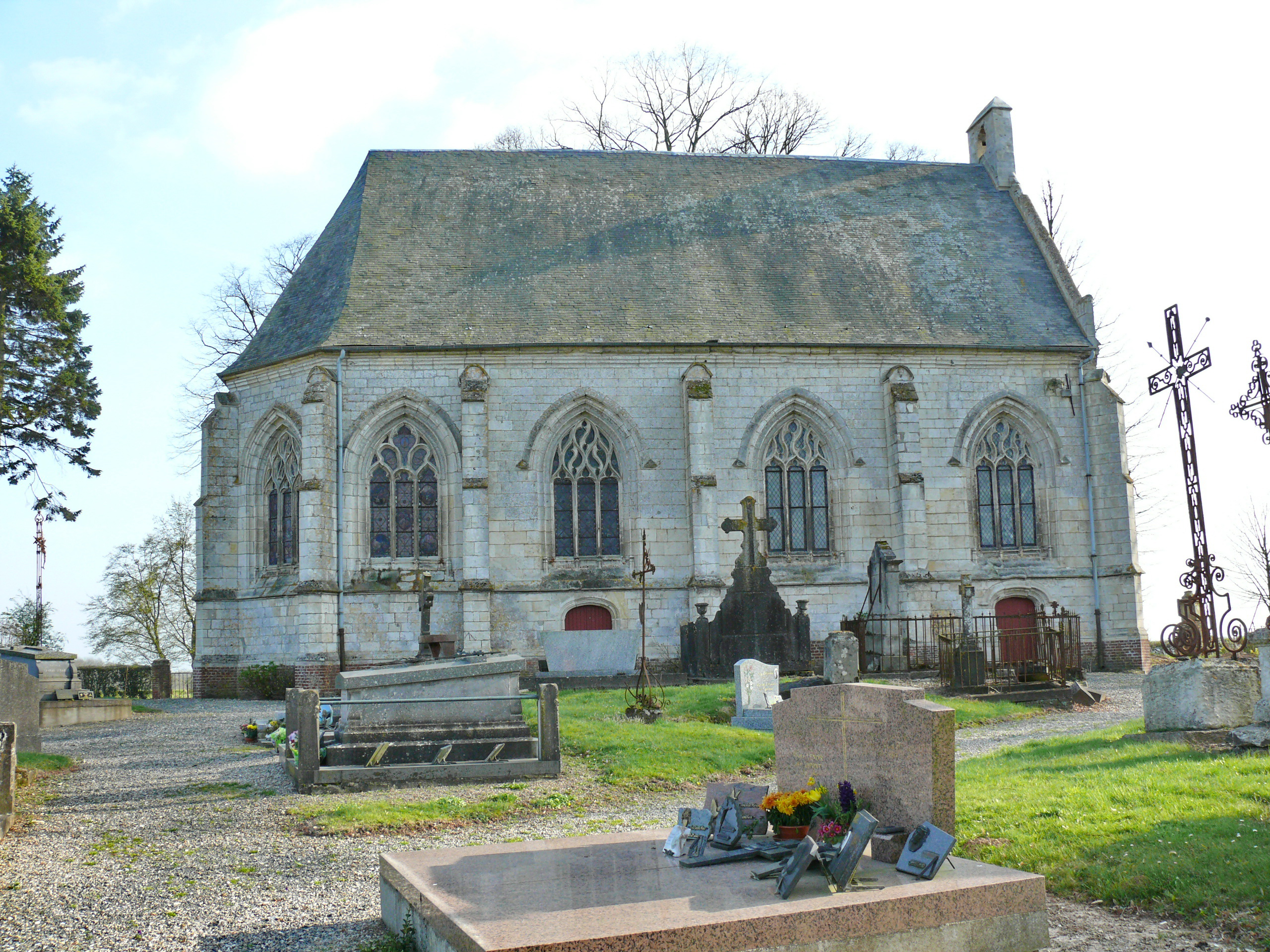

La població ha evolucionat segons el següent gràfic:
Habitants censats

### Habitatges
El 2007 hi havia 93 habitatges, 84 eren l'habitatge principal de la família, 3 eren segones residències i 6 estaven desocupats. 90 eren cases i 3 eren apartaments. Dels 84 habitatges principals, 71 estaven ocupats pels seus propietaris, 10 estaven llogats i ocupats pels llogaters i 3 estaven cedits a títol gratuït; 1 tenia dues cambres, 17 en tenien tres, 22 en tenien quatre i 44 en tenien cinc o més. 60 habitatges disposaven pel capbaix d'una plaça de pàrquing. A 47 habitatges hi havia un automòbil i a 33 n'hi havia dos o més.

### Piràmide de població

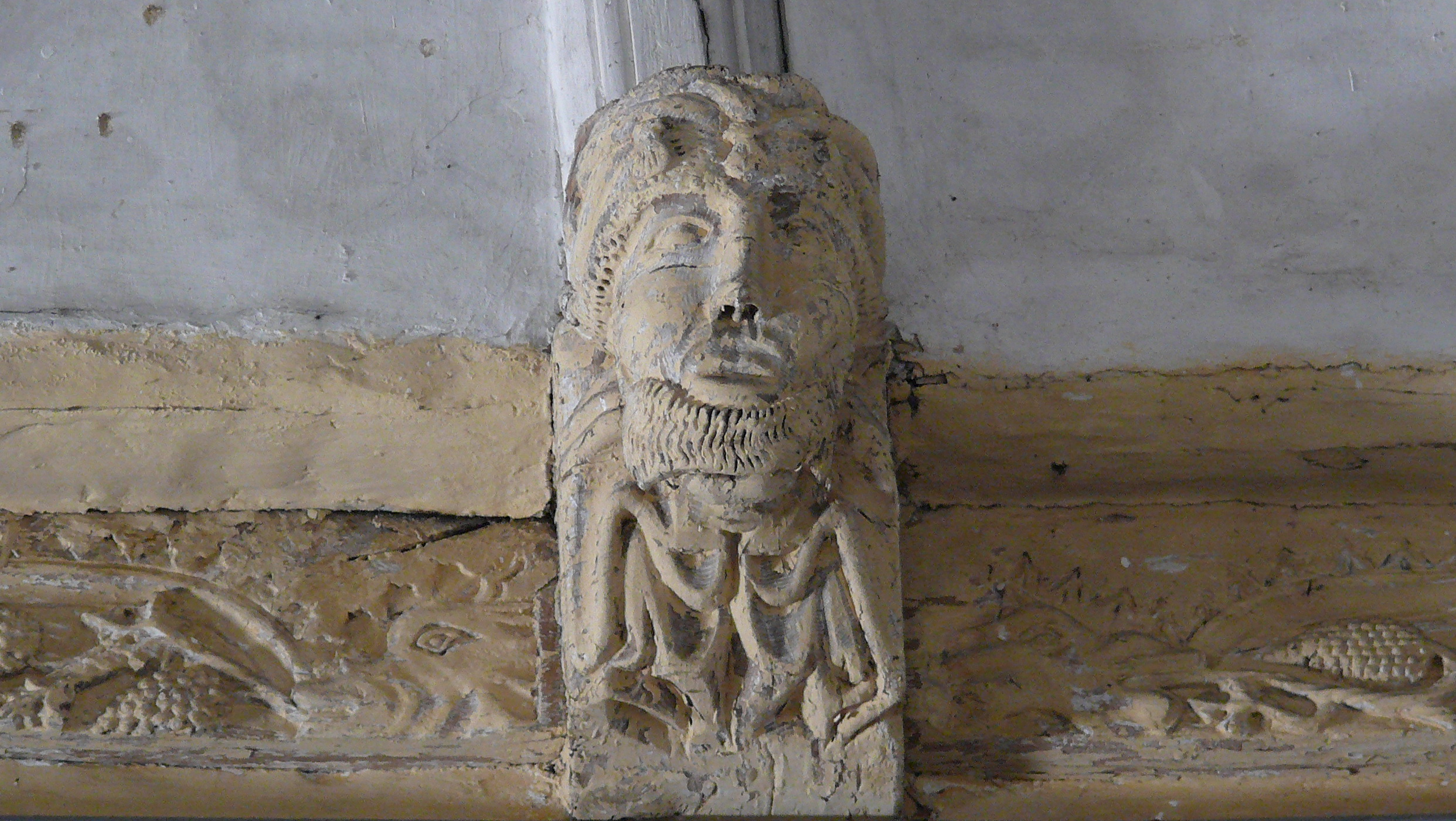

La piràmide de població per edats i sexe el 2009 era:
| Homes | Edats   | Dones |
| ----- | ------- | ----- |
| 0     | 95 o +  | 0     |
| 0     | 90 a 94 | 0     |
| 0     | 85 a 89 | 0     |
| 0     | 80 a 84 | 0     |
| 0     | 75 a 79 | 4     |
| 4     | 70 a 74 | 12    |
| 8     | 65 a 69 | 8     |
| 12    | 60 a 64 | 4     |
| 4     | 55 a 59 | 4     |
| 0     | 50 a 54 | 12    |
| 12    | 45 a 49 | 4     |
| 8     | 40 a 44 | 0     |
| 16    | 35 a 39 | 16    |
| 4     | 30 a 34 | 8     |
| 4     | 25 a 29 | 0     |
| 0     | 20 a 24 | 8     |
| 8     | 15 a 19 | 8     |
| 8     | 10 a 14 | 12    |
| 8     | 5 a 9   | 4     |
| 0     | 0 a 4   | 8     |

## Economia

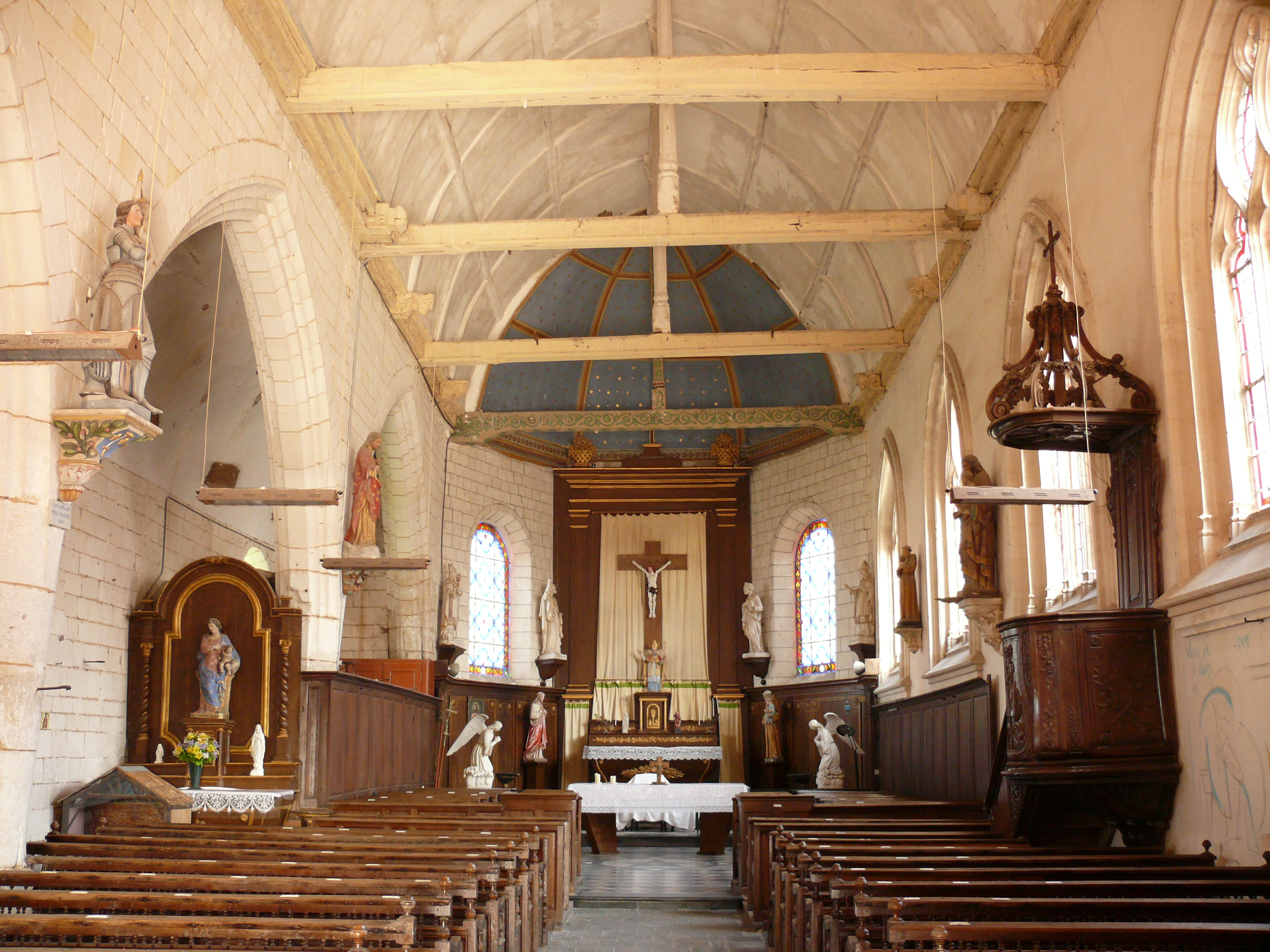

El 2007 la població en edat de treballar era de 136 persones, 107 eren actives i 29 eren inactives. De les 107 persones actives 97 estaven ocupades (52 homes i 45 dones) i 10 estaven aturades (2 homes i 8 dones). De les 29 persones inactives 10 estaven jubilades, 12 estaven estudiant i 7 estaven classificades com a «altres inactius».

### Ingressos
El 2009 a Sentelie hi havia 89 unitats fiscals que integraven 224 persones, la mediana anual d'ingressos fiscals per persona era de 17.289 €.

### Activitats econòmiques
Dels 5 establiments que hi havia el 2007, 1 era d'una empresa extractiva, 1 d'una empresa de fabricació d'altres productes industrials, 1 d'una empresa de construcció, 1 d'una empresa de serveis i 1 d'una entitat de l'administració pública.
L'únic servei als particulars que hi havia el 2009 era un guixaire pintor.
L'any 2000 a Sentelie hi havia 8 explotacions agrícoles.

## Poblacions més properes
El següent diagrama mostra les poblacions més properes.